# ペルヌ県
ペルヌ県（エストニア語：Pärnu maakond）は、エストニアを構成する15の県の一つである。エストニア西部にあり、南西にリガ湾を望む。南はラトビアに接している。